# VD (film)
För pjäsen, se VD (pjäs).
VD är en svensk TV-produktion av en teaterpjäs skriven och regisserad av Stig Larsson 1988 med Ernst-Hugo Järegård, Helena Bergström; Johan Lindell, Johan Rabaeus och Kicki Bramberg. Handlingen kretsar ett ungt par som får besök av mannens högste chef, den märklige VD:n (Ernst-Hugo Järegård) i sitt hem en fredagskväll, och kvällen utvecklar sig åt ett helt oväntat håll...
Pjäsen hade urpremiär på Dramatens Lilla scen 1987 och uppsättningen filmades för Sveriges Television under sitt första spelår.